# Saori Arimachi
Saori Arimachi (有町 紗央里 Arimachi Saori?,  nacido el 12 de julio de 1988 en Fukui) es una futbolista japonesa que jugaba como delantero.
Arimachi jugó 6 veces para la selección femenina de fútbol de Japón entre 2013 y 2016.

## Trayectoria

### Clubes
| Club                  | País  | Año         |
| --------------------- | ----- | ----------- |
| Ohara Gakuen JaSRA    | Japón | 2007        |
| Okayama Yunogo Belle  | Japón | 2008 - 2014 |
| Mynavi Vegalta Sendai | Japón | 2015 -      |

### Selección nacional
| Selección | País  | Año         |
| --------- | ----- | ----------- |
| Absoluta  | Japón | 2013 - 2016 |

## Estadística de equipo nacional
| Selección femenina de fútbol de Japón | Selección femenina de fútbol de Japón | Selección femenina de fútbol de Japón |
| Año                                   | Partidos                              | Goles                                 |
| ------------------------------------- | ------------------------------------- | ------------------------------------- |
| 2013                                  | 1                                     | 0                                     |
| 2014                                  | 0                                     | 0                                     |
| 2015                                  | 4                                     | 0                                     |
| 2016                                  | 1                                     | 0                                     |
| Total                                 | 6                                     | 0                                     |